# 德黑兰时报
《德黑蘭時報》是一份英文日報。阿亞圖拉穆罕默德·貝赫什提是1979年伊斯蘭革命後全國政治地位第二順位人物，他說："德黑蘭時報不是國有報紙，它必須是世界上被壓迫人民的聲音。雖然該報紙不是國有的，但它旨在傳播伊斯蘭革命的主要原則，因此普遍支持伊朗伊斯蘭共和國的意識形態。"根據伊朗裔美國中東學者Ray Takeyh的說法，德黑蘭時報"與伊朗外交部關係密切"。
學者、大使、政策制定者和國際事務分析師經常為該報撰稿。

## 歷史
該報成立於1979年，作為伊斯蘭革命的對外傳播窗口。
2002年，德黑蘭時報成立了一家新聞機構，後來被稱為梅爾通訊社 (MNA)。現在，德黑蘭時報和MNA由一個單一的管理系統運行，MNA的員工人數是德黑蘭時報的三倍。MNA現在被認為是伊朗最重要的新聞機構之一。穆罕默德·舒賈安於2019年9月接任德黑蘭時報和MNA的新常務董事。
2020年4月12日，舒賈安任命阿里·A·詹布茲德為德黑蘭時報日報的主編。